# Мароне, Риккардо
Риккардо Мароне (итал. Riccardo Marone) — государственный и политический деятель Италии. Член партии Левые демократы, с 2000 по 2001 год являлся мэром Неаполя.

## Биография
Родился 14 августа 1948 года в Неаполе. Окончил факультет юриспруденции, работал в области административного права. 9 декабря 1993 года поступил на государственную службу, в сентябре 1994 года занял должность заместителя мэра Неаполя Антонио Бассолино, которую занимал до 23 мая 2000 года. С 24 мая 2000 года по 16 марта 2001 года работал на должности мэра Неаполя.
В мае 2001 года Риккардо Мароне был избран в Палату депутатов Италии от партии Левые демократы в составе коалиции Оливковое дерево и переизбран в 2006 году. В Палате депутатов Италии являлся членом комиссии по конституционным вопросам. С мая 2009 года по апрель 2010 года был советником по производственной деятельности и туризму в регионе Кампания. В феврале 2013 года Счетная палата Италии предъявила обвинения Риккардо Мароне по растрате бюджетных средств Неаполя на сумму 560 893 евро.